# Partit Comunista de Xile
El Partit Comunista de Xile (PCX) és un partit polític xilè que es defineix com d'origen obrer, camperol i intel·lectual, inspirat pel marxisme. Entre els seus militants més destacats i coneguts es troben: Luis Emilio Recabarren, Elías Lafferte, Pablo Neruda, Violeta Parra, Víctor Jara, Luis Corvalán, Gladys Marín, Volodia Teitelboim, Guillermo Teillier, Hugo Gutiérrez i Camila Vallejo. La seva branca juvenil són les Joventuts Comunistes de Xile (JJCC).

## Filosofia
Karl Marx, amb l'humanisme socialista, descobreix a l'ésser humà, més que en els individus excepcionals als quals havia mirat el Renaixement, en l'ésser humà social que fa notar la seva importància com un ens que conforma a la societat. En aquesta es realitza la naturalesa de l'ésser humà a través de la satisfacció de les seves demandes naturals, tant les bàsiques com les culturals. Solament, “l'individu és una abstracció”, com havia dit Hegel.
Per tant, l'ésser humà segons el comunisme, ha de ser capaç de realitzar-se a través de la cultura i el pensament lliure. Fet que segons el PCX a Xile no es dona, ja que amb la influència estrangera, es limita el pensar de la societat i les llibertats que li són pròpies a l'ésser humà.
D'altra banda, el PCX pretén que el militant comunista sigui un revolucionari, que té per objectiu realitzar, en organització amb el partit, les reformes socials necessàries perquè de manera democràtica i constitucional s'aconsegueixi una major justícia social.
El partit comunista a Xile s'allunya del marxisme-leninisme clàssic que caracteritza a molts homòlegs del PCX a l'estranger, ja que aspira a construir el socialisme a partir de la disputa democràtica, pròpia també de la història política del país. En aquest sentit reivindica el projecte de Salvador Allende i els projectes llatinoamericans denominats «Socialismes del segle XXI».

## Història
La reconstrucció històrica del Partit Comunista de Xile ha sorgit de la memòria dels seus propis militants, per mitjà de textos testimonials, així com de recerques acadèmiques. Entre els textos testimonials destaquen els de Elías Lafertte, Juan Chacón i Volodia Teitelboim. Les primeres recerques van ser dutes a terme per Hernán Ramírez Necochea. En les últimes dècades s'han agregat les aportacions de Julio Pinto Vallejos, Rolando Álvarez Vallejos, Sergio Grez i Olga Ulianova.

### Inicis, el Partit Obrer Socialista (1912-1922)

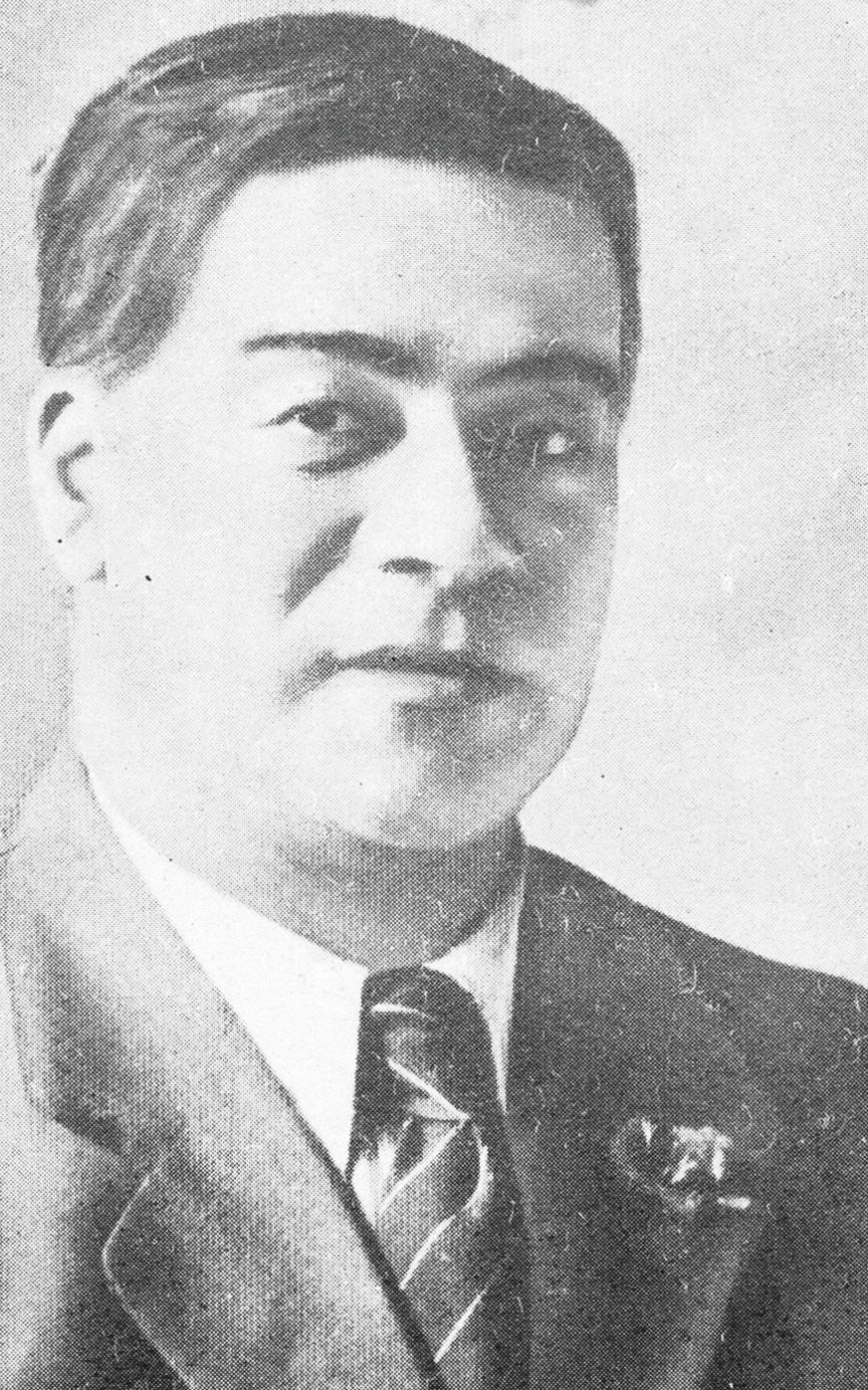
Luis Emilio Recabarren, fundador del Partit Comunista de Xile.

El Partit Comunista de Xile té els seus orígens en el Partit Obrer Socialista (POS), fundat el 4 de juny de 1912 per l'obrer tipògraf Luis Emilio Recabarren, al costat d'uns 30 obrers del salitre i empleats, en el local del periòdic obrer "El Despertar de los Trabajadores", situat en el carrer Barros Arana número 9, a la ciutat de Iquique, en el nord del país.

### Partit Comunista de Xile (1922-1927)
El Partit Obrer Socialista al seu III Congrés de Rancagua que va tenir lloc el dia 2 de gener de 1922, va decidir formar part de la Internacional Comunista, acceptant les 21 condicions de la mateixa, per la qual cosa adopten el nom de Partit Comunista de Xile, sent aquest un dels pocs partits socialistes al món que té continuïtat política i orgànica després d'ingressar en la Tercera Internacional.
En aquest període el país vivia una profunda crisi que era visible per a tots. El llavors recentment creat PCX va proclamar la necessitat de la presa del poder per part del proletariat. Sobre la base d'aquest poder obrer camperol havia d'instaurar-se el socialisme a Xile, és a dir, el partit caracteritzava a la revolució xilena com immediatament socialista.
Aquestes posicions van implicar una exclusió a tota política reformista i van comportar a una clara èmfasi en el rol del proletariat com a classe revolucionària, contribuint en conjunt amb ells a l'organització i educació revolucionària als espais on operava el PCX. No obstant això aquestes posicions no consideraven del tot les contradiccions més agudes llavors existents en la societat xilena, aquelles entre l'imperialisme i l'oligarquia d'una banda, i la resta del país per l'altre. Amb això es restringia la base de massa del partit doncs les reivindicacions de considerables sectors no proletaris no quedaven suficientment ateses, restringint-se així els aliats potencials del proletariat. Només en els anys posteriors, quan va aconseguir una major maduresa, el partit va enfocar d'una manera més àmplia aquests problemes.
En el plànol orgànic el jove PCX inicialment va mantenir l'estructura heretada del POS, que no era cel·lular, sinó que bastava en assemblees. Només al seu tercer congrés, celebrat l'any 1924, el Partit comunista va resoldre reemplaçar les assemblees per cèl·lules. Però en aquest camí es va avançar molt lentament.

### Dictadura de Ibañez i crisi econòmica (1927-1933)
En 1927 es va establir en el poder Carlos Ibáñez del Campo, qui va iniciar una persecució política contra els moviments opositors al seu govern, entre els quals es trobava el Partit Comunista. Al març del mateix any el règim ordena clausurar la premsa del partit, i els seus militants i dirigents van començar a ser empresonats. Ja l'any 1929 la majoria del Partit Comunista estava exiliat a l'Illa de Pasqua. Dins del partit, diversos cabdills que amb un petit grup de seguidors que criticaven obertament el govern d'Ibáñez, van demostrar que el partit no tenia una estructura cel·lular. A causa d'això, el Comitè Central va haver de ser reestructurat, traslladant-se a Valparaíso, on es va establir encapçalat per Galo Gonzáles.

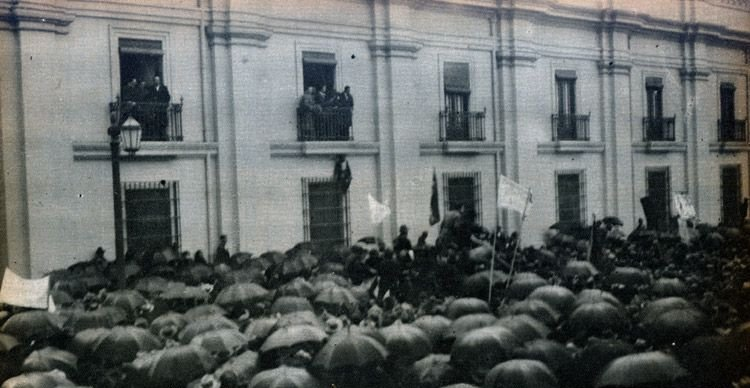
Demostració enfront del Palau de la Moneda en suport a República Socialista.

L'any 1931 va arribar a Xile la Gran Depressió, i va haver-hi un ressorgiment del moviment popular. La gent va començar amb mobilitzacions i vagues per acabar amb la dictadura. Quan això es va aconseguir, el Partit Comunista va sortir de la seva clandestinitat i va convocar a una Conferència Nacional, la que va reconstituir el Comitè Central. Entre el 31 d'agost i el 7 de setembre es va produir la Revolta de l'Esquadra de Xile, motí i mobilització gremial protagonitzada pel conjunt de la marineria de l'Armada de Xile. El moviment va néixer com a protesta enfront d'una forta rebaixa de salaris, que havia estat decretada pel govern del vicepresident Manuel Trucco, enmig de la crisi econòmica i política que travessava el país, i on el PCX i la FOX van actuar en suport (i organització del moviment).
En aquest període el PCX es va plantejar l'objectiu de donar-li una sortida revolucionària a la crisi econòmica del país, que es veia aprofundida per la inestabilitat política del mateix després de la sortida d'Ibáñez. Dins dels successius governs que ho van seguir, les mobilitzacions i vagues socials es van multiplicar, arribant fins i tot el PCX a cridar a la conformació de Soviets Obrers durant el període de l'efímera República Socialista. Solament es va restablir l'estabilitat política amb l'arribada d'Arturo Alessandri Palma al poder l'any 1932.
cal destacar que aquest període s'emmarca en el procés de Bolxevisme del Partit Comunista, on es consoliden les formes leninistes d'organització dins del funcionament partidari, així com de l'adopció de la política del Tercer Període o classe contra classe propiciada en VI Congrés de la Internacional Comunista.
L'any 1933 se celebra una Conferència Nacional en la qual el partit planteja que solament és possible avançar cap al socialisme a través de les transformacions anti-oligàrquiques i anti-imperialistes. Aquesta fase és denominada Nacional Democràcia. No obstant això, la seva política d'aliances va continuar.

### Els Fronts Populars i l'expansió al món social (1935-1948)
A partir de l'any 1935, el Partit Comunista planteja la necessitat de la unió de la classe obrera xilena amb la pagesia i les classes mitjanes per enfrontar el feixisme en el que es va denominar el Front Popular. Aquesta estratègia aconsegueix trobar acolliment i l'any 1936 es constitueix una aliança política i social que integren el Partit Comunista, el Partit Socialista, el Partit Radical, el Partit Democràtic, i la Central de Treballadors (CTCH) Això va atreure àmplies simpaties, augmentant la presència del Partit Comunista en la societat (ampliant la seva base que fins llavors era exclusivament de classe obrera) i en la política xilena (amb importants èxits electorals).

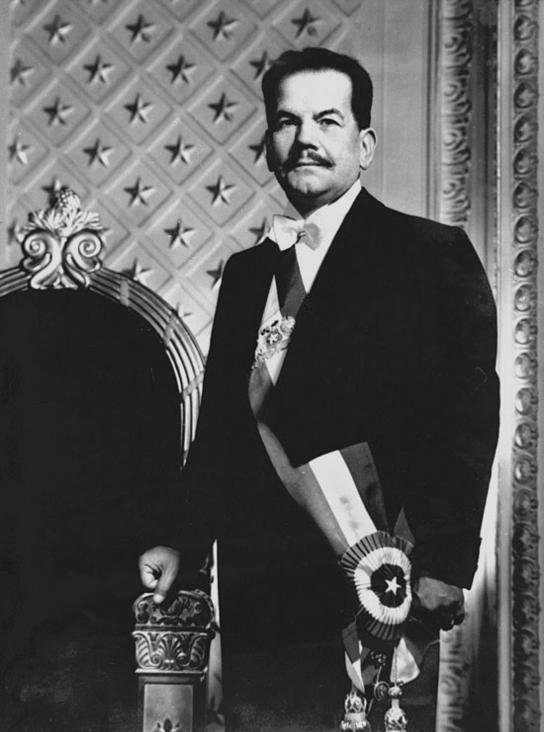
Pedro Aguirre Cerda president electe pel Front Popular

Un paper decisiu en la formulació d'aquesta nova estratègia correspon al VII Congrés de la Internacional Comunista, realitzat en 1935, que busca definir una estratègia capaç de:
- Fer front a l'ofensiva feixista, que assolava especialment Europa.
- Defensar la democràcia (entenent com a democràcia burgesa).
- Crear condicions per a una nova ofensiva popular que permetés avançar cap al Socialisme marxista.

L'any 1938 el Front Popular, amb el radical Pedro Aguirre Cerda com a candidat, s'enfronta a una coalició de dretes que presentava com a candidat a Gustavo Ross. El Partit Comunista s'integra en el Front Popular juntament amb el Partit Socialista, el Partit Demòcrata i el Partit Radical.
En 1941 es produeix la divisió entre els comunistes i els socialistes. El líder del Partit Socialista Óscar Schnake Vergara, que havia estat atacat pels comunistes per participar en una missió als Estats Units per sol·licitar crèdits, va sostenir la tesi que la majoria dels xilens no desitjaven al Partit Comunista, el qual obeïa i recolzava les decisions adoptades en la Internacional Comunista.
Després del pacte nazi-soviètic, el discurs del PCX del anti-feixisme va cedir el pas a un genèric discurs antiimperialista i anticapitalista, definint la II Guerra Mundial com una guerra interimperialista. Després de la invasió nazi a la URSS, la postura del partit va fer un tomb i es va interpretar el conflicte com una guerra antifeixista i democràtica, va consistir en propiciar la unitat i la mobilització dels xilens antifeixistes en pro de l'ajuda política, moral i material a la Unió Soviètica i als seusaliats en el moviment d'unió per a la victòria. Aleshores va començar la lluita contra els grups favorables al nacionalsocialisme que hi havia en alguns indrets del país i els partidaris de l'Alemanya nazi.
Per a contribuir amb aquests objectius es va formar l'Aliança Nacional Antifeixista, donant suport a la coalició antihitleriana. Els punts programàtics d'aquesta aliança van ser:
- Trencament de relacions diplomàtiques amb l'Eix nazi-feixista-imperialista.
- Establiment de relacions diplomàtiques amb la Unió de Repúbliques Socialistes Soviètiques.
- Desenvolupament de la producció; el progrés i la independència del país.

El Partit Comunista va recolzar l'any 1942 la candidatura de Juan Antonio Ríos, en unió amb els radicals, els socialistes, els liberals, i part de la Falange Nacional.
En la campanya presidencial de l'any 1946 el partit comunista buscava un candidat que impulsés les transformacions antiimperialistes i anti-oligàrquiques que feien falta a Xile. Gabriel González Videla, candidat del Partit Radical, es presenta com a esquerrà i recolzant aquestes idees. En ser el millor candidat, els comunistes decideixen recolzar a González Videla. Després del triomf electoral, el partit comunista entra per primera vegada en la història al govern, comptant amb tres ministres en el seu interior, esforçant-se perquè les idees exposades en la campanya es portaven a la pràctica. Més tard, González Videla va expulsar al PCX dels ministeris. Després va promulgar la Llei de defensa permanent de la Democràcia, que els comunistes van anomenar "Llei Maleïda". Aquesta llei va il·legalitzar als comunistes i es van crear camps de concentració no només per als seus militants, sinó també per al moviment obrer i democràtic. Així va començar la segona clandestinitat.

### La Llei de Defensa Permanent de la Democràcia i la clandestinitat (1948-1958)
L'any 1949, Gal Gonzáles va reemplaçar a Ricardo Fonseca com a Secretari General del Partit, davant la malaltia d'aquest últim. L'orientació política va continuar de la mateixa manera: es va centrar la lluita contra la dictadura i per les llibertats democràtiques, es va buscar la unió de la classe obrera i el poble, i es va esforçar per mantenir posicions en els organismes de masses lluitant per les reivindicacions populars. En la clandestinitat, el Partit comunista va decidir recolzar aSalvador Allende en les eleccions presidencials de 1952. Per això, va formar al costat del Partit Socialista el Front d'Alliberament Nacional (o Front del Poble) que impulsava un programa de canvis antiimperialistes i antioligàrquics. No obstant això, davant la clandestinitat i la dispersió de les forces populars, va anar Carlos Ibáñez del Campo qui es va endur el triomf. Al no complir les seves promeses de campanya, va anar progressivament perdent popularitat, quedant sense el suport d'els qui ho van portar al poder. Entretant, la lluita de les masses populars augmentava, i la Llei Maleïda va ser sobrepassada pels fets. El PCX guanyava la seva legalitat en els carrers. La profunda crisi econòmica i social que es vivia a Xile feia evident un canvi al govern. El X Congrés del Partit Comunista va plantejar aquesta tesi sostenint la possibilitat que aquest govern pogués ser conquistat sense guerra civil, sinó que a través de la legalitat imperant, amb el suport de les masses i de la unitat popular, abandonant les tesis clàssiques sobre conquesta del poder polític i instauració de la dictadura del proletariat a través d'unainsurrecció armada.
Durant el període de clandestinitat del partit, es gestarien organitzacions com el "Moviment 2 d'abril" i després el "Moviment de Resistència Antiimperialista", liderat per Luis Reinoso. Aquest últim, al costat de l'Avantguarda Nacional del Poble, fundada l'any 1958, i l'Avantguarda Nacional Marxista, fundada l'any 1960, formen l'Avantguarda Revolucionària Marxista, d'alineació marxista-leninista-maoista l'any 1962. El moviment ARM i la divisió d'aquest en dues faccions, una de maoista i una altra socialista-trotskista, serien la base per a la formació del Partit Comunista Revolucionari (PCR) i el Moviment d'Esquerra Revolucionària (MIR), respectivament. Avui dia, el MIR, després d'una sèrie de divisions en els anys noranta segueix políticament actiu i és liderat per Demetrio Hernández. El PCR es dissoldria a principis dels anys 80 i es va formar el Partit Comunista Xilè (Acció Proletària) liderat per Eduardo Artés, de caràcter antirrevisionista.

### Front d'Acció Popular (1958-1969)

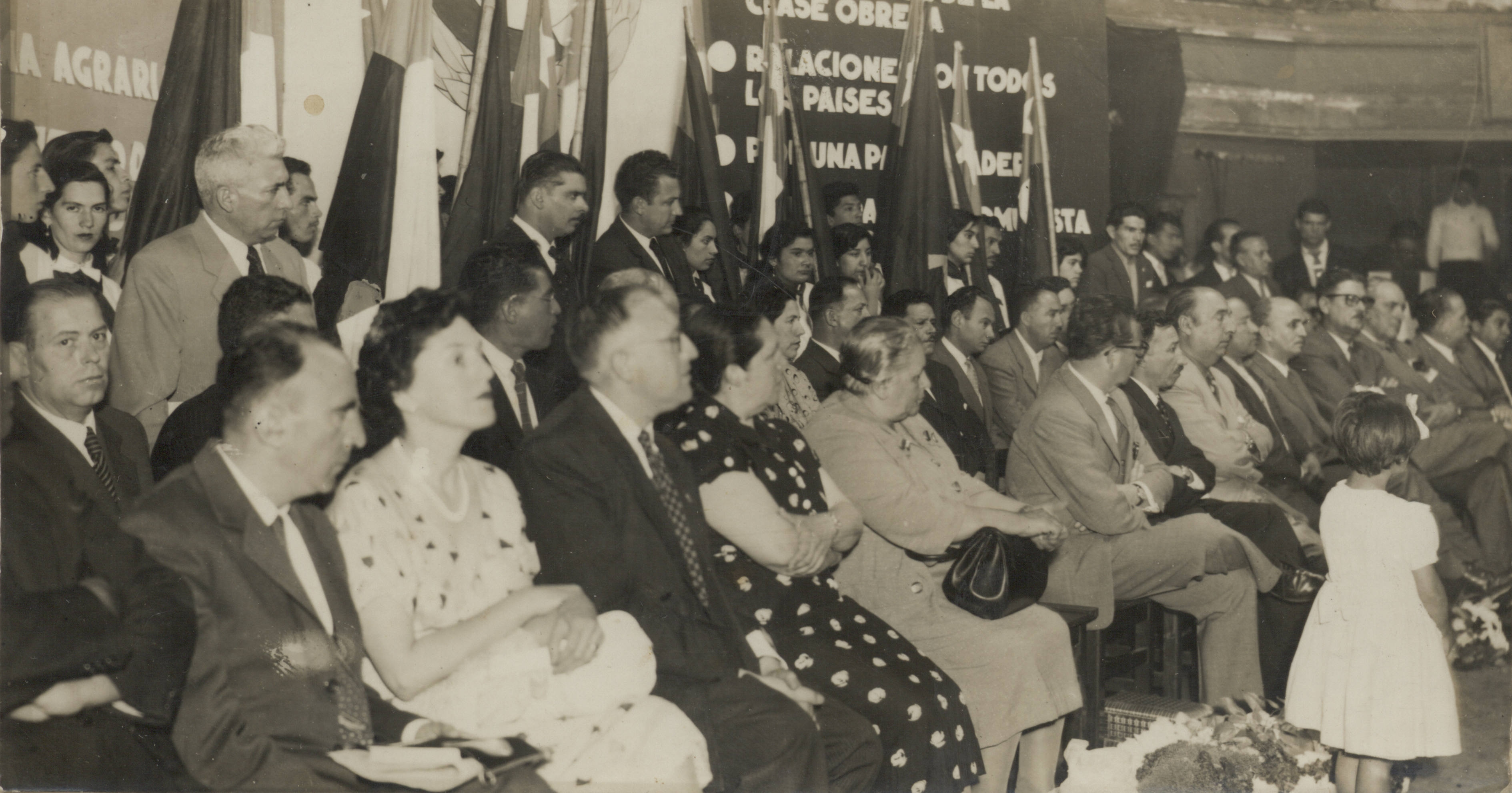
Congrés del Partit Comunista, al qual assisteixen Pablo Neruda, Luis Corvalán, Alejandro Toro i altres dirigents.

En 1958 es va formar el Bloc de Sanejament Democràtic, que va contribuir a democratitzar la política del país retornant els drets electorals als comunistes. Aquest mateix any el PCX va recobrar la seva legalitat a través de la derogació de la Llei Maleïda. A les eleccions del mateix any, el Front d'Acció Popular (FRAP) va presentar la candidatura de Salvador Allende, aconseguint un immens suport de les masses. Per primera vegada en la història existia la possibilitat de triomf per part de la classe obrera. No obstant això, els resultats van estar a favor de Jorge Alessandri, el candidat de la dreta.
El fracàs va demostrar que el país requeria canvis de fons, i la majoria dels xilens es va mostrar a favor d'aquests. En les eleccions de 1964 va haver-hi una gran batalla de les classes. El FRAP novament va aixecar a Salvador Allende Gossens com a candidat. Davant la popularitat d'Allende, la dreta va retirar al seu candidat i va recolzar al candidat de la Democràcia Cristiana (creada l'any 1957), considerat com un mal menor, amb la finalitat d'impedir el triomf d'Allende. Així va ser com va guanyar les eleccions Eduardo Frei Montalva. El govern de la DC va fracassar en el seu intent de treure al país de la crisi. El XIV Congrés buscava unir a la major part del país: obrers, camperols, capes mitjanes, petits i mitjos productors. L'any 1968, en el seu Manifest al Poble, el partit havia plantejat que en les files del poble estava el PR i part important de la DC, ja que representaven a considerables capes populars. El partit buscava crear un front encara major que el FRAP. Com a resultat, l'any 1969 va quedar conformada la Unidad Popular (UP), amb la participació de comunistes, socialistes, radicals, social demòcrates, agrupats en l'Acció Popular Independent (API) i ex- democrates cristians agrupats l'Esquerra Cristiana (IC) i en el Moviment d'Acció Popular Unitària (MAPU). Immediatament va elaborar un programa de govern anti-imperialista i anti-oligàrquic, i va proclamar com el seu candidat presidencial a Salvador Allende.

### La Unitat Popular (1969-1973)

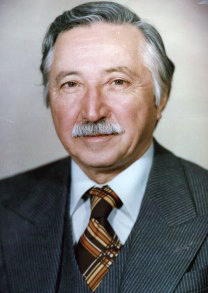
Luis Corvalán, Secretari general del PC (1958-1990).

El triomf de la UP al setembre de 1970 va constituir la materialització política del PCX. Per primera vegada era una coalició d'esquerra la que governava realment, encara que no comptava amb tot el poder. Va començar per nacionalitzar les riqueses bàsiques (coure, carbó, salitre, ferro, etc.), va expropiar els monopolis i la majoria de la banca, formant una àrea de propietat social que va coexistir amb una àrea mixta i una altra privada; va liquidar el latifundi a través de l'expropiació de predios privats ociosos, radicalitzant la Reforma Agrària; va estendre, almenys nominalment, de manera inèdita els drets dels treballadors; va formular polítiques tendientes a millorar l'ingrés dels sectors desposseïts i va intentar elevar el nivell de consum i de vida de les grans majories.

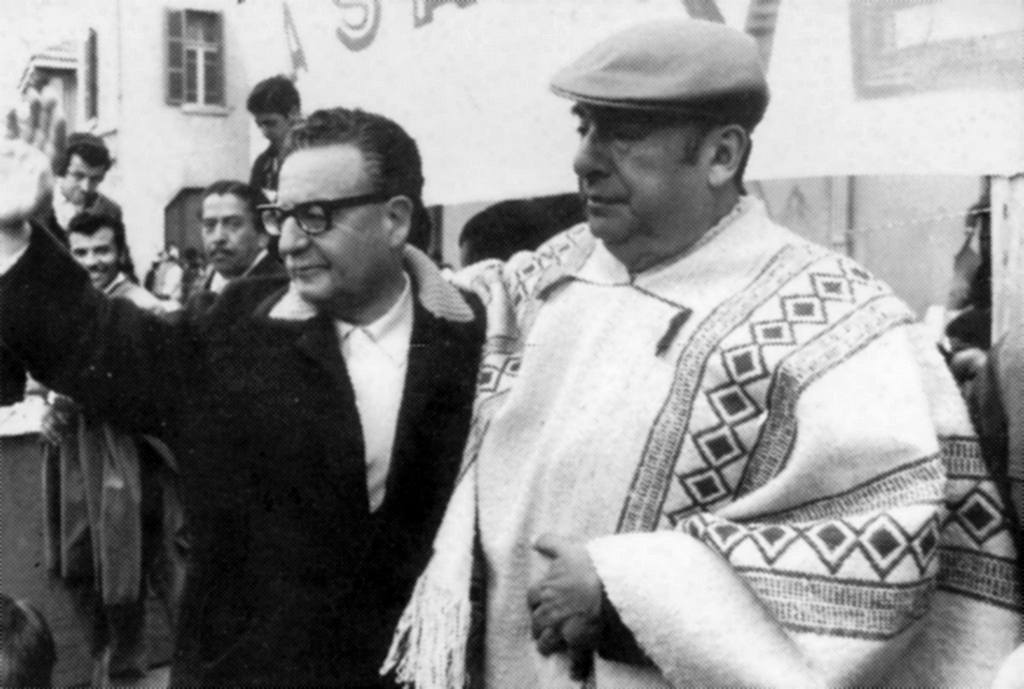
Salvador Allende al costat del poeta i militant comunista Pablo Neruda.

Per la seva banda, la Central Única de Treballadors (CUT) va tenir un paper important sota el govern de la Unitat Popular, donant-se per primera vegada en la història de Xile la participació del moviment obrer organitzat en les tasques de govern. L'any 1972, l'oposició dretana va tractar de paralitzar al país a través d'una aturada que es va intentar a l'octubre, però la CUT i altres organitzacions sindicals ho van impedir.
Tanmateix el govern va enfrontar seriosos problemes econòmics i socials, a més d'un clima confrontacional sempre creixent que, incapaç de solucionar, va atribuir a factors externs (sobretot l'imperialisme nord-americà). Els partidaris de la Unitat Popular, que al moment en què Salvador Allende va ser triat eren poc més d'un terç de la societat xilena, van anar augmentant el seu volum fins a arribar al 43,85% en les eleccions parlamentàries de 1973; no obstant això, l'oposició (la Democràcia Cristiana i el Partit Nacional) van unir les seves forces formant la Confederació de la Democràcia (CODE), augmentant la polarització del país.
Finalment, l'11 de setembre de 1973 les Forces Armades van prendre el poder després d'un Cop d'estat, iniciant el govern d'una Junta militar i enderrocant a Salvador Allende; els partits polítics no van poder seguir operant i el Partit Comunista va ser il·legalitzat. Els sectors propers al règim d'Allende culpen d'aquest fet als Estats Units (que haurien actuat a través de la CIA per tal de desestabilitzar als seus enemics comunistes a Xile) i la sedició de forces polítiques de centre (Democràcia Cristiana) i de dreta (Partit Nacional). Així va començar novament la clandestinitat del PCX.

### Règim Militar i persecució (1973-1980)

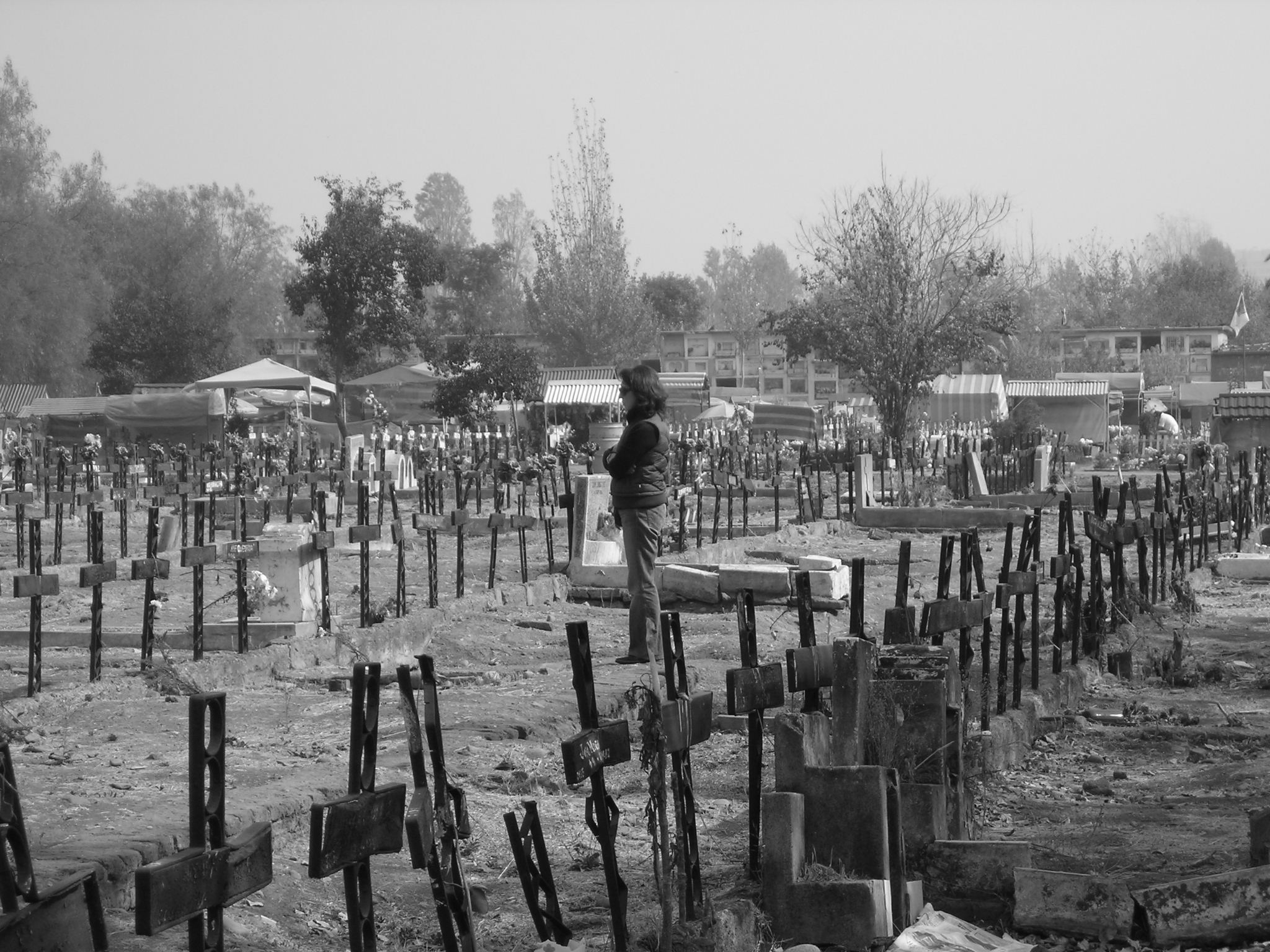
Pati 29, lloc on es troben molts dels executats polítics.

Després del derrocament del govern de Salvador Allende i posterior arribada al poder del règim d'Augusto Pinochet, el Partit Comunista sofreix els embats de la seva marginació de la vida política nacional, a saber, assassinats, exilis i tortures dels seus militants per part de militars i agents civils de la DINA (Direcció d'Intel·ligència Nacional) i altres organismes d'intel·ligència del govern militar.
El govern militar va prohibir l'existència de partits polítics, juntament amb la clausura del Congrés Nacional. Amb això es va aconseguir declarar clandestí, il·legal i a més terrorista a la col·lectivitat, marginant-ho de la legalitat durant els anys setanta i vuitanta.

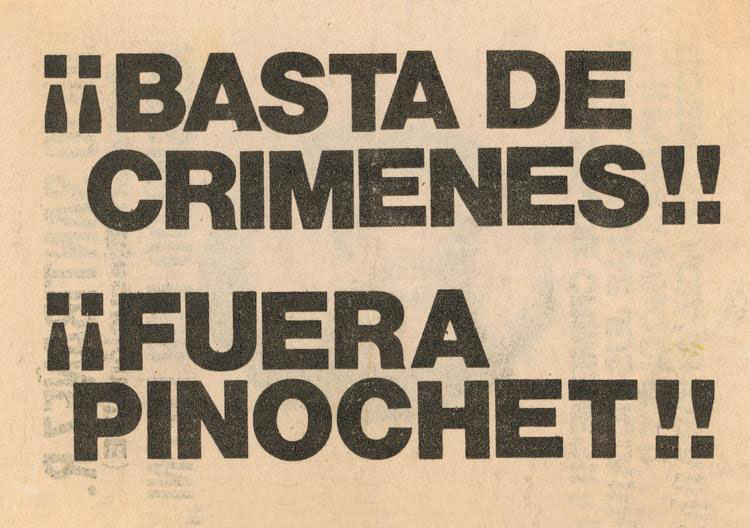
Pamflet en rebuig al règim militar.

La gran majoria dels membres del Partit Comunista van marxar a l'exili a països d'Europa de l'Est, Cuba i altres destinacions, mentre que uns altres serien detinguts, com va ser el cas del aleshores Senador i Secretari General del PCX Luis Corvalán. Davant aquest escenari de persecució i desorganització, el Comitè Central del Partit decideix crear un organisme a càrrec de la reorganització del Partit, on participarien membres clandestins del Comitè Central i membres gairebé desconeguts treballant per a la reconstrucció partidària, amb la qual cosa ja l'any 1974 va començar a funcionar l'Equip de la Direcció Interior (EDI).
L'any 1976 cauen detinguts dos Equips de la Direcció Interior del PCX consecutivament, el equip de Víctor Díaz i l'equip de Fernando Ortiz, a més d'altres dues de les Joventuts Comunistes de Xile en mans del Comandament Conjunt que reunia a la Direcció d'Intel·ligència de la Força Aèria (DIFA), Adreça d'Intel·ligència de Carabiners (DICAR) a més de la participació en menor mesura dels serveis d'intel·ligència de la Marina (SENSE) i l'Exèrcit (DINE) i amb la col·laboració dels agents de la Policia de Recerques de Xile i civils membres del grup paramilitar ultradretà Front Nacionalista Patria y Libertad.
Cap a finalitats de la dècada dels anys setanta el PCX, es va articular amb altres sectors polítics per generar una oposició activa contra el govern militar, destacant la seva participació, al costat de la Democràcia Cristiana, per la negativa a la nova carta fonamental de la nació, redactada en temps de la dictadura de Pinochet.
En el congrés de l'any 1977 la direcció nacional del PCX encunya el terme buit històric, que implica un reconeixement de la incapacitat política-militar del Partit per a contrarestar l'avanç dels sectors reaccionaris, la qual cosa es va decantant en un procés de legitimació de la lluita armada contra la dictadura que acabaria a principis dels anys 80, amb l'adopció de la Política de Rebel·lió Popular de Masses i la creació d'un espai orgànic de força pròpia combativa, el Frente Patriótico Manuel Rodríguez.

### Política de Rebel·lió Popular de Masses i Front Patriòtic Manuel Rodriguez (1980-1988)
A principis dels anys vuitanta la Direcció del Partit Comunista decideix assumir la consigna de fer servir totes les formes de lluita contra la dictadura, incorporant la resistència armada al terrorisme d'Estat. És així que es formen primer els Grups Zero que després donarien origen al Front Patriòtic Manuel Rodríguez, el qual entraria en operacions al desembre de 1983, amb una apagada elèctrica en tota la zona central del país.
En el mes de maig de 1983, es desenvoluparia la primera de les Jornades Nacionals de Protesta, les quals es desenvolupaven amb una important participació de masses expressada en trobades en les principals poblacions de Xile i cassolades contra la dictadura; com també amb una creixent organització militar que va derivar en accions de sabotatge major (apagades) i defensa de masses.

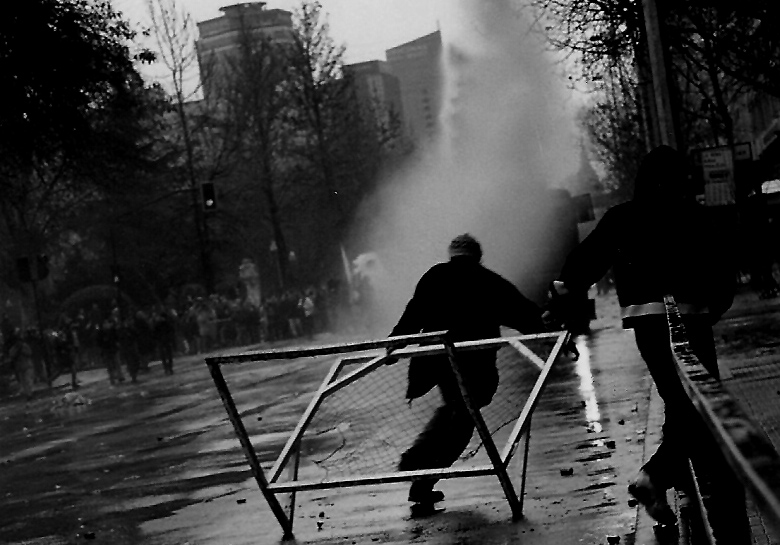
Protestes contra el règim de Pinochet.

Les jornades de protesta es van anar multiplicant fins a l'any 1986, any considerat clau per a la Política de Rebel·lió Popular de Masses. En aquest any el FPMR va realitzar algunes operacions de gran envergadura com la internació d'armes de Carrizal Bajo i l'atemptat contra Augusto Pinochet, les quals no van arribar a bon port, frustrant en gran part la política de lluita armada contra la dictadura pregonada pel PCX.
L'any 1987, la direcció nacional del PCX pateix un procés de fractura amb el FPMR, la qual cosa derivaria en una profunda reconstrucció dels objectius estratègics en un període emmarcat, per la construcció d'una sortida pactada a la dictadura a través d'un plebiscit.
El Partit Comunista va formar al costat del Partit Socialista-Almeyda, l'Esquerra Cristiana, el Moviment d'Acció Popular Unitària i el Moviment d'Esquerra Revolucionària el Moviment Democràtic Popular (MDP), una aliança alternativa a la centre esquerrana Aliança Democràtica, formada pels grups de centre representats per la Democràcia Cristiana i l'esquerra renovada representada pel Partit Socialista-Núñez. De l'Aliança Democràtica sorgirà la Concertació de Partits pel NO la qual va defensar l'opció del "No" en el plebiscit de 1988.
Després del triomf de l'oposició en aquest referèndum, el Partit Comunista va recolzar al candidat únic de l'oposició a la Presidència de la República, el militant democratacristià Patricio Aylwin, que va ser el primer President de la transició xilena cap a la democràcia.

### Primers passos cap a la democràcia (1988-1990)
Per a l'any 1989, amb Augusto Pinochet encara en el Govern, el PCX forma un partit instrumental, juntament amb la IC, el Moviment d'Acció Popular Unitària, el PS (Almeyda) i el MIR, tots antics integrants de l'Esquerra Unida i del MDP. Aquell partit s'anomenaria Partido Amplio de Izquierda Socialista (PAIS) i es presentaria en les eleccions de 1989 formant la coalició electoral Unidad para la Democracia juntament amb el Partido Radical Socialista Democrático (PRSD).
Havent arribat a un acord amb la Concertació quant a complementar o no presentar candidatures fortes, solament s'aconsegueix triar a dos candidats electes (tots dos del PS (Almeyda) per culpa del sistema binominal. Per a l'elecció presidencial d'aquell any el PCX va recolzar al candidat únic de l'oposició, que després va ser el primer president de la transició a la democràcia, el democratacristià Patricio Aylwin Azócar.
Una vegada produïda la reunificació dels socialistes almeydista amb els socialistes renovats (socialdemòcrates) i la incorporació d'una gran quantitat d'integrants de la IC i el MAPU al Partit Socialista de Xile (PS) i al recentment fundat Partit per la Democràcia (PPD) l'any 1990, el PAIS va perdre la seva raó de ser i va ser dissolt. El PCX va quedar així sense els seus tradicionals i antics aliats socialistes, la qual cosa seria habitual en la dècada dels anys noranta.
Durant els darrers anys de la dècada dels anys 80 i els inicis dels 90, un grup de dirigents del PCX i de les Joventuts Comunistes de Xile contraris a la línia política del Partit, entre ells Fanny Pollarolo, Gonzalo Rovira, Jorge Insunza, Luis Godoy Gómez, Antonio Leal, Alejandro Toro Herrera i Luis Guastavino van fundar el Partido Democrático de Izquierda (PDI), aquest moviment al final es veuria frustrat per la poca mobilitat de les bases del PCX i del PDI, i això va provocar finalment la integració d'aquest grup de dirigent en el PS i el PPD.

### Els noranta: període de crisi (1990-2000)
El final pactat de la dictadura militar, es va consolidar amb bases institucionals que van limitar la presència que històricament havia tingut el Partit Comunista en la política xilena. Intactes les polítiques econòmiques heretades del Pinochetisme, la Concertació també va mantenir el sistema poc democràtic que va deixar el dictador. Una constitució que exigia altíssims quòrums per a fer modificacions legals, un sistema binominal que va generar grans blocs electorals que van deixar de costat la participació del PC, igualant les votacions parlamentàries de la dreta i la Concertació, van fer dels anys de transició a la Democràcia, anys en els quals no va haver-hi mobilitat política, amb una presència institucional excloent dels dos blocs generats pel binominalisme.
Des del final de la dictadura militar el Partit Comunista ha plantejat la necessitat de realitzar una Revolució Democràtica a Xile. L'exigència de posar terme a tots els components institucionals llegats pel pinochetisme en la Constitució de 1980, i que encara romanen inalterats ha estat l'eix fonamental del Partit. Així mateix, a partir de la seva inserció en els moviments socials ha propugnat la mobilització dels sectors populars en defensa dels seus drets i la necessitat de modificar el model econòmic neoliberal instaurat per la Règim Militar i continuat pels governs de la Concertació de Partits per la Democràcia.
Des de les eleccions de 1990, el Partit Comunista es va incorporar a la lluita electoral, com una forma més de desenvolupar avanços en l'adreça de les seves propostes polítiques. És així que va participar en totes les eleccions municipals, parlamentàries i presidencials des de 1990 fins a 2013 de manera semi solitària.
En les eleccions municipals de 1992 el PCCh amb sectors de la IC i del MAPU van aconseguir l'elecció d'un alcalde i de 35 regidors de la mà del conglomerat Moviment d'Esquerra Democràtica Allendista (MESURI), que per a les eleccions presidencials i parlamentàries de 1993 es transformaria en l'Alternativa Democràtica d'Esquerra, referent que aconseguiria el 4,7% dels vots per al seu candidat presidencial Eugenio Pizarro i 6,39% per als seus candidats legislatius sense diputats electes.
Per enfrontar les futures eleccions, el Partit Comunista formaria referents amplis amb diferents noms, que agrupaven a tota l'esquerra extraparlamentaria. En les eleccions municipals del 1996 i en les parlamentàries del 97, el PC augmentaria la seva votació fins a un 7,49% no aconseguint obtenir escons pel sistema binominal.
Per 1999 la candidata presidencial i secretària general del Partit Comunista Gladys Marín obté un 3,19% en les elecció presidencial quedant darrere dels candidats de la Concertació i l'Aliança i sobre les candidatures dels humanistes, els independents ecologistes i els centre dretans. Però a causa de la falta de majoria absoluta per part dels candidats de l'Aliança i la Concertació el PCCh es pronuncia donant llibertat d'acció als seus votants de cara a la segona volta presidencial.

### Junts Podem Més i els nous rumbs (2000-2006)

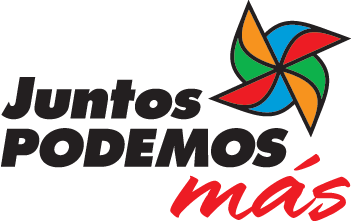
Logotip del pacte Junts Podem Més.

En les eleccions municipals de 2000, la llista del Partit Comunista, L'Esquerra baixa la seva quantitat de regidors a 24 i solament aconsegueix mantenir una alcaldia, alguna cosa que preocupa a l'interior del PCCh, ja que a més es manté sense triar parlamentaris durant l'eleccions parlamentàries de 2001 i baixa la seva votació a un 5,22% amb la qual cosa es corre el risc de perdre la legalitat. A més la crisi electoral que viu, també viuen successives crisis polítiques a l'interior del mateix, amb diverses fractures com les protagonitzades per Força Social i Democràtica i Nova Esquerra (Xile).
A partir d'aquestes preocupacions, el PCCh decideix generar un nou referent polític que agrupi a diferents sectors de l'esquerra, creant-se el 13 de desembre de 2003 el Junts Podem Més, coalició política integrada pels partits Comunista i Humanista, a més altres moviments polítics sense constitució legal. En les eleccions municipals de 2004, el nou pacte electoral va aconseguir el 5,89% dels vots i l'elecció de 4 alcaldes, a més d'un 9.17% en l'elecció dels consellers comunals i l'obtenció de 89 regidors.
De cara a les eleccions presidencials i parlamentàries de 2005, El PCCh va recolzar al candidat humanista Tomás Hirsch qui fet i fet obtindria un 5,40%.
De cara a la segona volta presidencial i considerant que novament queda exclòs de la institucionalitat parlamentària, el PCCh en conjunt amb altres forces del Junts Podem Més brinden el suport crític a la candidata del oficialismo, la socialista Michelle Bachelet a condició del compliment de cinc punts a complir pel futur govern. Aquest suport, juntament amb l'anomenat a anul·lar d'altres grups que van ser part del Junts Podem Més, va congelar de facto el desenvolupament del conglomerat
Durant el mateix any ocorre la mort de l'emblemàtica dirigent i exdiputada Gladys Marín, qui exercia el càrrec de Secretària General del partit fins a l'any 2002 quan es crea el càrrec de President del Partit, en el seu reemplaçament prenc la conducció el fins llavors Secretari General Guillermo Teillier.

### Convergència cap al centre i derrota a l'exclusió (2006-2010)

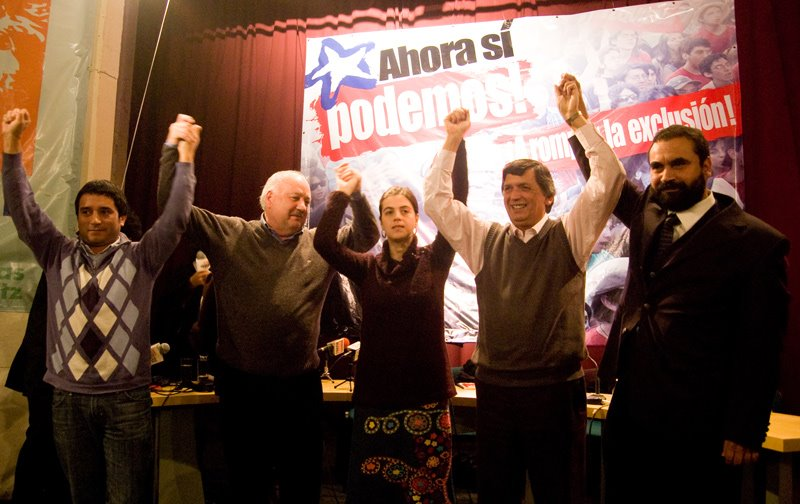
Candidats del PCCh per a les eleccions parlamentàries de 2009.

El govern de Michelle Bachelet (2006-2010) es caracteritzaria pel començament de nombrosos conflictes que després s'aprofundirien encara més al govern de Sebastián Piñera (2010-2014). En la mobilització dels estudiants secundaris el 2006, el conflicte dels subcontractats del coure i dels treballadors forestals el 2007, i els Aturs Nacionals convocats per la CUT el 2007 i el 2009, tindrien important presència en el seu gènesi i desenvolupament militants del PCCh.
Durant aquests mateixos anys el PCCh en conjunt amb l'Esquerra Cristiana (recentment legalitzada) i el Partit Humanista i altres grups que encara no es distanciaven del Junts Podem Més es van presentar sota el mateix pacte electoral per a les eleccions municipals, al com, el PCCh va arribar a un acord d'omissió amb la Concertació com a resposta al rebuig de l'Aliança de modificar el sistema binominal de les eleccions parlamentàries. Això, li va permetre al PCCh obtenir 4 alcaldies a nivell nacional (7 com a pacte) i amb un 9,12% de vots, 44 regidors (80 com a pacte)
L'any 2009, any d'eleccions presidencials i parlamentàries, el PCCh continua amb la línia política traçada als seus anteriors congressos i expressada en la necessitat de convergències amb el centre polític. En les parlamentàries, el PCCh arribaria a un acord amb els partits de la Concertació que acabaria amb l'elecció de 3 diputats comunistes (Hugo Gutiérrez pel districte 2, Lautaro Carmona pel districte 5 i Guillermo Teillier pel districte 28), acabant amb una exclusió parlamentària de 37 anys. En les presidencials d'altra banda, el PCCh en conjunt amb altres forces d'esquerra i progressistes, presenta la candidatura de Jorge Arrate amb qui aconseguiria el 6,21%. En la segona volta de la mateixa elecció, el conglomerat que recolzés a Jorge Arrate, li va donar el seu suport al candidat concertacionista Eduardo Frei qui acabaria sent derrotat pel candidat de l'Aliança Sebastián Piñera, posant fi a 20 anys de domini del pacte de centre al país.

### Dins de l'oposició (2010-2014)

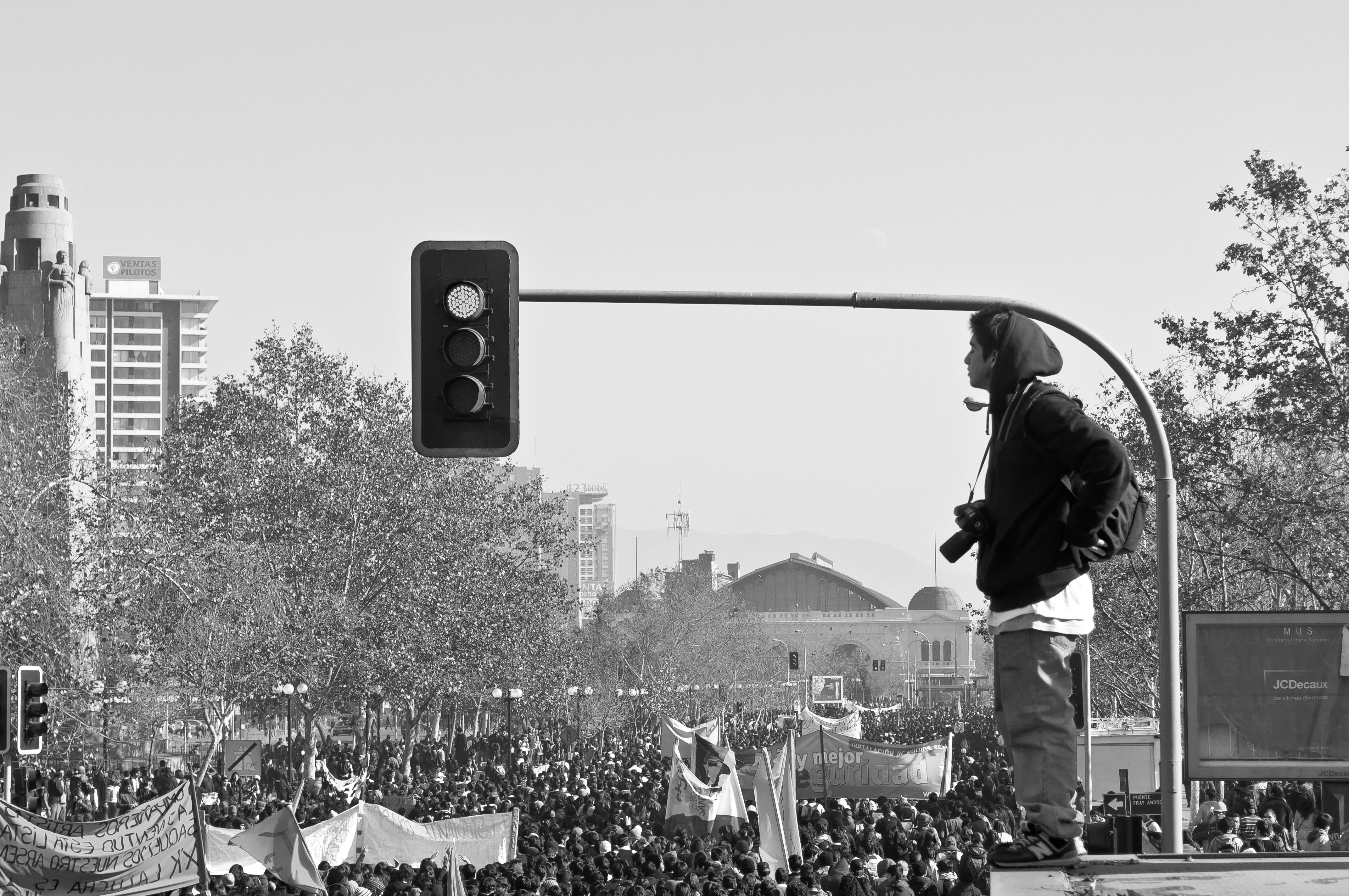
Dirigents Universitaris i Secundaris del Partit Comunista van tenir un paper central en les mobilitzacions estudiantils de 2011

Després de l'arribada de la Coalició pel Canvi al poder executiu, el PCCh ha resolt en el seu XXIV Congrés Nacional la necessitat de construir un Govern de Nou Tipus, que no sigui similar a un govern de la dreta ni de la Concertació, i que sigui capaç d'agrupar als més amplis sectors democràtics que estiguin disposats a treure a la dreta del govern. Pel PCCh, aquest Govern de Nou Tipus ha de construir-se a partir d'unitat i lluita; unitat que es veuria expressada en la convergència del centre i l'esquerra política, i lluita que hauria de manifestar-se en el moviment social contra el neoliberalisme.

En el període presidencial de Sebastián Piñera el PCCh i les JJCC, van ser part fonamental de les mobilitzacions socials. Des del primer any de la gestió dretana en l'executiu, el PCCh es va fer present en les protestes a favor dels presos polítics mapuches, arribant a sumar a la vaga de gana dels comuneros mapuches al diputat i defensor dels drets humans Hugo Gutiérrez.

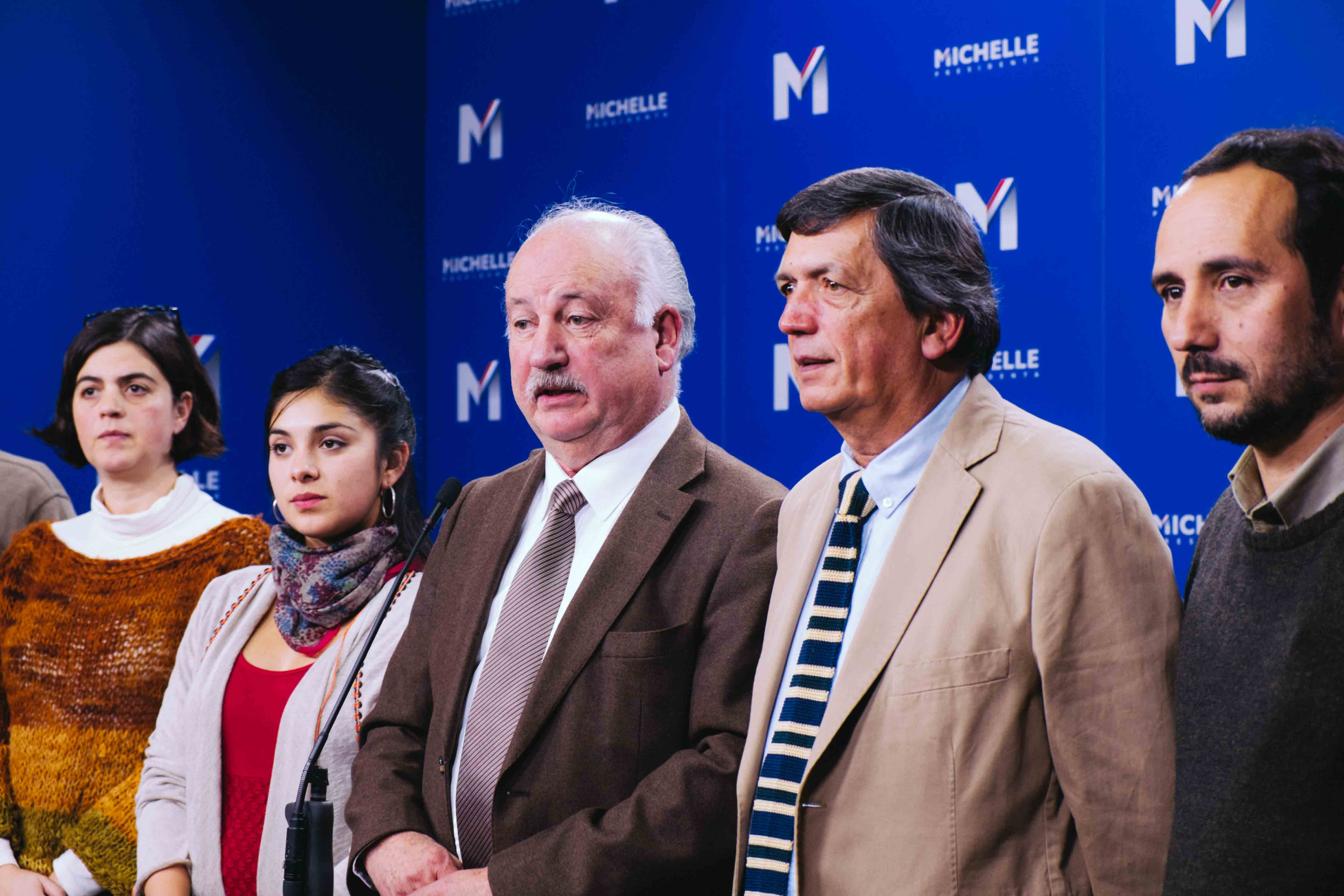
Directiva del PC recolzant a Michelle Bachelet en 2013.

Durant l'any 2011, el PCCh va estar activament present en les Protestes en Magallanes amb participació en l'Assemblea Ciutadana; així també durant el mateix any el partit es va fer molt actiu en les protestes per la reconstrucció a les zones danyes pel terratrèmol del 2010 i en les mobilitzacions estudiantils on a través de la Presidència del Col·legi de Professors amb Jaime Gajardo, la Presidència de la Federació d'Estudiants de la Universitat de Xile amb Camila Vallejo i amb diversos dirigents secundaris i universitaris, van exercir un rol preponderant en la conducció d'aquesta mobilització.
Tornada al govern (2014 - present)
Quant a l'electoral, el PCX va concretar el pacte "Per un Xile just" amb el Partit Radical Socialdemòcrata, el Partit Esquerra Cristiana de Xile i el Partit per la Democràcia per a la llista de regidors en les eleccions municipals, juntament amb l'omissió de candidats alcaldes de la resta de la Concertació en certes comunes, la qual cosa implicaria un augment en alcaldies i l'obtenció de 102 regidories, juntament amb un creixement en percentatge. Aquest mateix any, el Partit Comunista de Xile celebraria els seus 100 anys d'existència amb múltiples activitats entre les quals va destacar un acte cultural amb més de 70.000 persones en l'Estadi Nacional
En 2013, el partit es va unir al pacte Nova Majoria per portar un candidat comú per a l'elecció presidencial. El 25 de maig, el PCCh va decidir lliurar el seu suport a la candidata socialista Michelle Bachelet.
Després de la victòria electoral de Bachelet, el partit va manifestar la seva disposició de participar en el govern de la Nova Majoria, assumpte que es va concretar amb la designació de Claudia Pascual com a ministra del Servei Nacional de la Dona. Aquest fet va marcar el retorn dels comunistes al oficialismo al com no pertenecia des del govern de Salvador Allende. En el canvi de gabinet realitzat per la Presidenta Michelle Bachelet l'11 de maig 2015, es va designar al llavors Sots-secretari de Previsió Social Marcos Barraza, també comunista, com a nou Ministre de Desenvolupament Social.

## Activitats
El PCX realitza tots els 1 de gener el "Caldillo", on es convida els periodistes de tots els mitjans de comunicació a menjar per reposar la ressaca de la festa d'Any nou. A més, en el mateix mes de gener, el PCX realitza a Santiago la seva festa del partit, que és anomenada en castellà: Fiesta de los Abrazos, generalment el primer cap de setmana després d'Any nou, es fa una gran festa al Parc O'Higgins, on hi ha exposicions, música, debat, menjar, etc. Durant la festa pàtria, instal·la una Fonda anomenada en castellà: La Chingana de los Abrazos en el Parc O'Higgins per a la recol·lecció de fons, sent aquesta fonda una de les més grans del Parc.

## Mitjans de comunicació
Dins dels mitjans de difusió destaquen el periòdic setmanari "El Siglo", fundat a l'agost de 1940, la revista "Pluma i Pincel" i la Ràdio "Nuevo Mundo", 930 AM a Santiago i la seva cadena nacional d'emissores FM de Iquique a Punta Arenas.

## Resultats electorals

### Eleccions parlamentàries
| Any               | Diputats | Diputats | Diputats | Senadors | Senadors | Senadors |
| Any               | Vots     | %        | Escons   | Vots     | %        | Escons   |
| ----------------- | -------- | -------- | -------- | -------- | -------- | -------- |
| 1918              | 1548     | 0,64     | 0 / 118  |          |          |          |
| 1921              | 4814     | 2,16     | 2 / 118  |          |          |          |
| 1924              | 1212     | 0,49     | 0 / 118  |          |          |          |
| 1925              | s/d      |          | 7 / 132  | s/d      |          | 3 / 45   |
| 1937              | 17.162   | 4,16     | 6 / 146  | 7543     |          | 1 / 45   |
| 1941              | 53.144   | 11,80    | 16 / 147 | 28.449   | 12,18    | 4 / 45   |
| 1945              | 46.133   | 10,18    | 15 / 147 | s/d      |          | 5 / 45   |
| 1949              | 5.721    | 1,25     | 1 / 147  |          |          |          |
| 1953              | 38.371   | 4,93     | 2 / 147  |          |          |          |
| 1957              | s/d      |          | 6 / 147  |          |          |          |
| 1961              | 157.572  | 11,76    | 16 / 147 | 74.838   | 12,21    | 4 / 45   |
| 1965              | 290.635  | 12,73    | 18 / 147 | 142.088  | 10,73    | 6 / 45   |
| 1969              | 383.049  | 16,60    | 22 / 150 | 181.488  | 18,04    | 6 / 50   |
| 1973              | 593.738  | 16,36    | 25 / 150 | 380.460  | 17,29    | 9 / 50   |
| Dictadura militar |          |          |          |          |          |          |
| 1989              | s/d      |          | 0 / 120  | s/d      |          | 0 / 38   |
| 1993              | 336.034  | 4,99     | 0 / 120  | 65.073   | 3,47     | 0 / 38   |
| 1997              | 398.588  | 6,88     | 0 / 120  | 357.825  | 8,44     | 0 / 38   |
| 2001              | 320.688  | 5,22     | 0 / 120  | 45.735   | 2,64     | 0 / 38   |
| 2005              | 339.547  | 5,14     | 0 / 120  | 104.687  | 2,19     | 0 / 38   |
| 2009              | 132.305  | 2,02     | 3 / 120  | 0        | 0,00     | 0 / 38   |
| 2013              | 255.242  | 4,11     | 6 / 120  | 6423     | 0,14     | 0 / 38   |
| 2017              | 274.935  | 4,58     | 8 / 155  | 20.217   | 1,21     | 0 / 43   |
| 2021              | 464.885  | 7,35     | 12 / 155 | 335.673  | 7,21     | 2 / 50   |

Nota 1: Entre les eleccions 1949 i 1953, el PCCh es trobava proscrit a causa de la Llei de Defensa Permanent de la Democràcia, però va presentar candidats a través del Partit Socialista Autèntic, el Front del Poble i el Front d'Acció Popular, assenyalant-se només la quantitat de parlamentaris electes.
Nota 2: En les eleccions de 1989, el PCCh es trobava proscrit i va haver de presentar-se amb el patrocini legal del Partit Ampli d'Esquerra Socialista, el que a més aglutinava a sectors dels també prohibits Partit Socialista, MAPU i Esquerra Cristiana.

### Eleccions municipals
| Any               | Alcaldes | Alcaldes | Alcaldes    | Regidors   | Regidors | Regidors    |
| Any               | Vots     | %        | Escons      | Vots       | %        | Escons      |
| ----------------- | -------- | -------- | ----------- | ---------- | -------- | ----------- |
| 1921              |          |          |             | s/d        |          |             |
| 1924              | s/d      |          |             |            |          |             |
| 1938              | 29.064   | 5,99     | 42 / 1.472  |            |          |             |
| 1941              | 42.075   | 8,64     | 91 / 1.469  |            |          |             |
| 1944              | 32.219   | 6,40     | 65 / 1.525  |            |          |             |
| 1947              | 91.204   | 16,52    | 187 / 1.542 |            |          |             |
| 1960              | 112.251  | 9,56     | 82 / 1.558  |            |          |             |
| 1963              | 256.585  | 12,84    | 113 / 1.630 |            |          |             |
| 1967              | 346.105  | 15,10    | 149 / 1.630 |            |          |             |
| 1971              | 477.862  | 17,08    | 223 / 1.653 |            |          |             |
| Dictadura militar |          |          |             |            |          |             |
| 1992              |          |          | 1 / 334     | 419 778    | 6,55     | 35 / 2.082  |
| 1996              | 2 / 341  | 320.519  | 5,09        | 30 / 2.130 |          |             |
| 2000              | 1 / 341  | 211.018  | 3,24        | 22 / 2.124 |          |             |
| 2004              | 188.629  | 2,99     | 4 / 345     | 299 121    | 4,88     | 38 / 2.144  |
| 2008              | 157.414  | 2,47     | 4 / 345     | 289.121    | 5,03     | 45 / 2.146  |
| 2012              | 74.997   | 1,35     | 4 / 345     | 286.009    | 5,36     | 92 / 2.224  |
| 2016              | 77.340   | 1,63     | 3 / 345     | 248.312    | 5,47     | 80 / 2.240  |
| 2021              | 331.890  | 5,22     | 6 / 345     | 562.316    | 9,23     | 157 / 2.252 |
| 2024              | 332.187  | 2,84     | 2 / 345     | 640.979    | 6,24     | 105 / 2.252 |

Nota: Entre 1992 i 2000 es votava només per a triar regidors. A partir de 2004 es realitzen les votacions d'alcalde i regidors per separat.

### Eleccions de governadors regionals
| Any  | 1a volta | 1a volta | 2a volta | 2a volta | Governacions |
| Any  | Vots     | %        | Vots     | %        | Governacions |
| ---- | -------- | -------- | -------- | -------- | ------------ |
| 2021 | 210.110  | 3,46     |          |          | 0 / 16       |
| 2024 | 81.856   | 0,75     | 181.189  | 1,72     | 0 / 16       |

### Eleccions de consellers regionals
| Any  | Vots    | %    | Escons   |
| ---- | ------- | ---- | -------- |
| 2013 | 285.199 | 4,92 | 11 / 278 |
| 2017 | 270.251 | 4,65 | 11 / 278 |
| 2021 | 448.137 | 7,30 | 21 / 278 |
| 2024 | 678.473 | 6,99 | 15 / 302 |

### Eleccions de convencionals constituents
| Any  | Vots    | %    | Escons  |
| ---- | ------- | ---- | ------- |
| 2021 | 285.216 | 5,00 | 7 / 155 |

### Eleccions de consellers constitucionals
| Any  | Vots    | %    | Escons |
| ---- | ------- | ---- | ------ |
| 2023 | 791.533 | 8,08 | 2 / 50 |

## Personalitats destacades

### Secretaris Generals i Presidents
El nom del càrrec des de la seva fundació (1922) fins al XXII Congrés Nacional (2002) era Secretari General. La reforma d'estatuts del XXII Congrés ho denomina President. Per tant, la direcció nacional del PCCh està conformat pel Comitè Central (electe pel Congrés Nacional) tria al President (Secretari General entre 1922-2002), Secretari General (Sotssecretari General entre 1922-2002), la Comissió Política i el Secretariat.
Entre 1922 i 2002 va existir el càrrec de President, però més aviat honorífic, ocupat per Elías Lafferte (1956 fins a la seva mort en 1961).

#### Secretaris generals
| Núm. | Secretari(a) | Secretari(a)                 | Inici                 | Final                 | Altres càrrecs |
| ---- | ------------ | ---------------------------- | --------------------- | --------------------- | --- |
| 1    | sinmarco     | Ramón Sepúlveda Leal         | 1922                  | 1924                  | Diputat de la República per Valparaíso (1926-32) |
| 2    | sinmarco     | Luis A. González             | 1924                  | 1924                  | |
| 3    | sinmarco     | Galvarino Gil                | 1924                  | 1925                  | |
| 4    | sinmarco     | Maclovio Galdames            | 1925                  | 1926                  | |
| 5    | sinmarco     | José Santos Zavala           | 1926                  | 1927                  | |
| 6    | sinmarco     | Isaías Iriarte               | 1927                  | 1931                  | |
| 7    | sinmarco     | Carlos Contreras Labarca     | 1931                  | 6 de novembre de 1946 | Senador de la República per Magallanes (1961-69) Ministre d'Obres Públiques (1946-47) Senador de la República per Santiago (1941-46) Diputado de la República per Arica (1937-1941; 1926-30) |
| 8    | sinmarco     | Ricardo Fonseca Aguayo       | 6 de novembre de 1946 | 21 de juliol de 1949  | Diputat de la República per Arica (1941-49) Secretari general de les Joventuts Comunistes (1936-40)                                                                                          |
| 9    | sinmarco     | Galo González Díaz           | 21 de juliol de 1948  | 8 de març de 1958     | |
| 10   | sinmarco     | Luis Corvalán Lepe           | 8 de març de 1958     | 1990                  | Senador de la República per Valparaíso (1969-73) Senador de la República per Biobío (1961-69)                                                                                                |
| 11   | sinmarco     | Volodia Teitelboim Volosky   | 1990                  | 15 d'agost de 1994    | Senador de la República per Santiago (1965-73) Diputat de la República per Valparaíso (1961-65)                                                                                              |
| 12   | sinmarco     | Gladys Marín Millie          | 15 d'agost de 1994    | 3 de novembre de 2002 | Diputada de la República per Santiago (1965-73) Secretària General de les Joventuts Comunistes (1965-74)                                                                                     |
| 13   | sinmarco     | Guillermo Teillier del Valle | 3 de novembre de 2002 | 6 de març de 2005     | Diputat de la República per Santiago (2010-22) |
| 14   | sinmarco     | Lautaro Carmona Soto         | 6 de març de 2005     | 29 d'agost de 2023    | Diputat de la República per Atacama (2010-18) Vicepresident de la Cambra de Diputats (2014-15) Secretari general de les Joventuts Comunistes (1979-89)                                       |
| 15   | sinmarco     | Bárbara Figueroa Sandoval    | 29 d'agost de 2023    | En el càrrec          | Presidenta de la Central Unitària de Treballadors (2012-21) Ambaixadora a l'Argentina (2022-2023)                                                                                            |

#### Presidents
| Núm. | President(a) | President(a)                 | Inici                 | Final              | Altres càrrecs |
| ---- | ------------ | ---------------------------- | --------------------- | ------------------ | --- |
| 1    | sinmarco     | Gladys Marín Millie          | 3 de novembre de 2002 | 6 de març de 2005  | Secretària General del Partit (1994-02) Diputada de la República per Santiago (1965-73) Secretària General de les Joventuts Comunistes (1965-74)                                              |
| 2    | sinmarco     | Guillermo Teillier del Valle | 6 de març de 2005     | 29 d'agost de 2023 | Diputat de la República per Santiago (2010-22) Secretari general del Partit (2002-05) |
| 3    | sinmarco     | Lautaro Carmona Soto         | 29 d'agost de 2023    | En el càrrec       | Diputat de la República per Atacama (2010-18) Vicepresident de la Cambra de Diputats (2014-15) Secretari general del Partit (2005-23) Secretari general de les Joventuts Comunistes (1979-89) |

## Congressos Nacionals
Des de 1912 a la data, el Partit Comunista ha desenvolupat 25 Congressos Nacionals, Els primers amb el nom de Partit Obrer Socialista fins a l'IV Congrés en el qual es decideix l'adhesió a la Internacional Comunista i s'adopta el nom de Partit Comunista.
- I Congrés - 1 i 2 de maig de 1915. Santiago
- II Congrés - 1 i 2 de juny de 1920. Antofagasta
- III Congrés - 25 i 26 de desembre de 1920. Valparaíso
- IV Congrés - 1 i 2 de gener de 1922. Rancagua
- V Congrés - Desembre de 1923. Chillán
- VI Congrés - 18 i 19 de setembre de 1924. Vinya del Mar
- VII Congrés - 25 i 26 de desembre de 1925. Santiago
- VIII Congrés - 1 i 2 de gener de 1927. Santiago
- IX Congrés - 30 de març i començaments d'abril de 1933. El Ovalle, Santiago i Presó Pública de Santiago
- X Congrés - 10 al 16 d'abril de 1938. Santiago
- XI Congrés - 21 al 23 desembre de 1939. Santiago
- XII Congrés - 26 de desembre de 1941 a l'1 gener de 1942. Santiago
- XIII Congrés - 8 al 15 desembre de 1945. Santiago
- XIV Congrés - Abril de 1956. Cartagena
- XV Congrés - 18 al 23 de novembre de 1958. Santiago
- XVI Congrés - 13 al 18 de març de 1962. Santiago
- XVII Congrés - 10 al 17 octubre de 1965. Santiago
- XVIII Congrés - 23 al 29 novembre de 1969. Santiago
- XIX Congrés - Maig de 1989. Costa Blava
- XX Congrés - 11 al 15 agost de 1994. Santiago
- XXI Congrés - 15 al 18 d'octubre de 1998. Santiago
- XXII Congrés - 31 octubre al 3 novembre de 2002. Santiago
- XXIII Congrés - 24 al 26 de novembre del 2006. Santiago
- XXIV Congrés - 10 al 12 de desembre de 2010. Santiago
- XXV Congrés - 1 al 3 d'abril de 2016. Santiago
- XXVI Congrés - 20 al 22 de novembre de 2020, Santiago

## Candidats a la Presidència de Xile
- 1920: Luis Emilio Recabarren (POS)
- 1925: José Santos Sales Morales (USRACh)
- 1931: Elías Lafferte Gaviño (PCCh)
- 1932: Elías Lafferte Gaviño (PCCh)
- 1938: Pedro Aguirre Truja (PR)
- 1942: Juan Antonio Ríos (PR)
- 1946: Gabriel González Videla (PR)
- 1952: Salvador Allèn Gossens (PS)
- 1958: Salvador Allèn Gossens (PS)
- 1964: Salvador Allèn Gossens (PS)
- 1970: Salvador Allèn Gossens (PS)
- 1989: Patricio Aylwin (PDC)
- 1993: Eugenio Pizarro (IND)
- 1999: Gladys Marín Millie (PCCh)
- 2005: Tomás Hirsch Goldschmidt (PH)
- 2009: Jorge Arrate Mac-Niven (PCCh/PS)
- 2013: Michelle Bachelet Jeria (PS)

## Eslògans de campanya
| Elecció                | Eslògan                                   |
| ---------------------- | ----------------------------------------- |
| Parlamentàries de 1993 | Atreveix-te!                              |
| Parlamentàries de 1997 | Vota per Xile, vota per l'Esquerra        |
| Municipals de 2000     | Per un Xile de debò, amb l'Esquerra       |
| Parlamentàries de 2001 | Un altre Xile, és possible amb l'Esquerra |
| Parlamentàries de 2005 | Vota lliure, vota C                       |
| Parlamentàries de 2009 | Units podem                               |
| Municipals de 2012     | Per un Xile just                          |
| Parlamentàries de 2013 | Vota confiat, Vota comunista              |